# 御池通

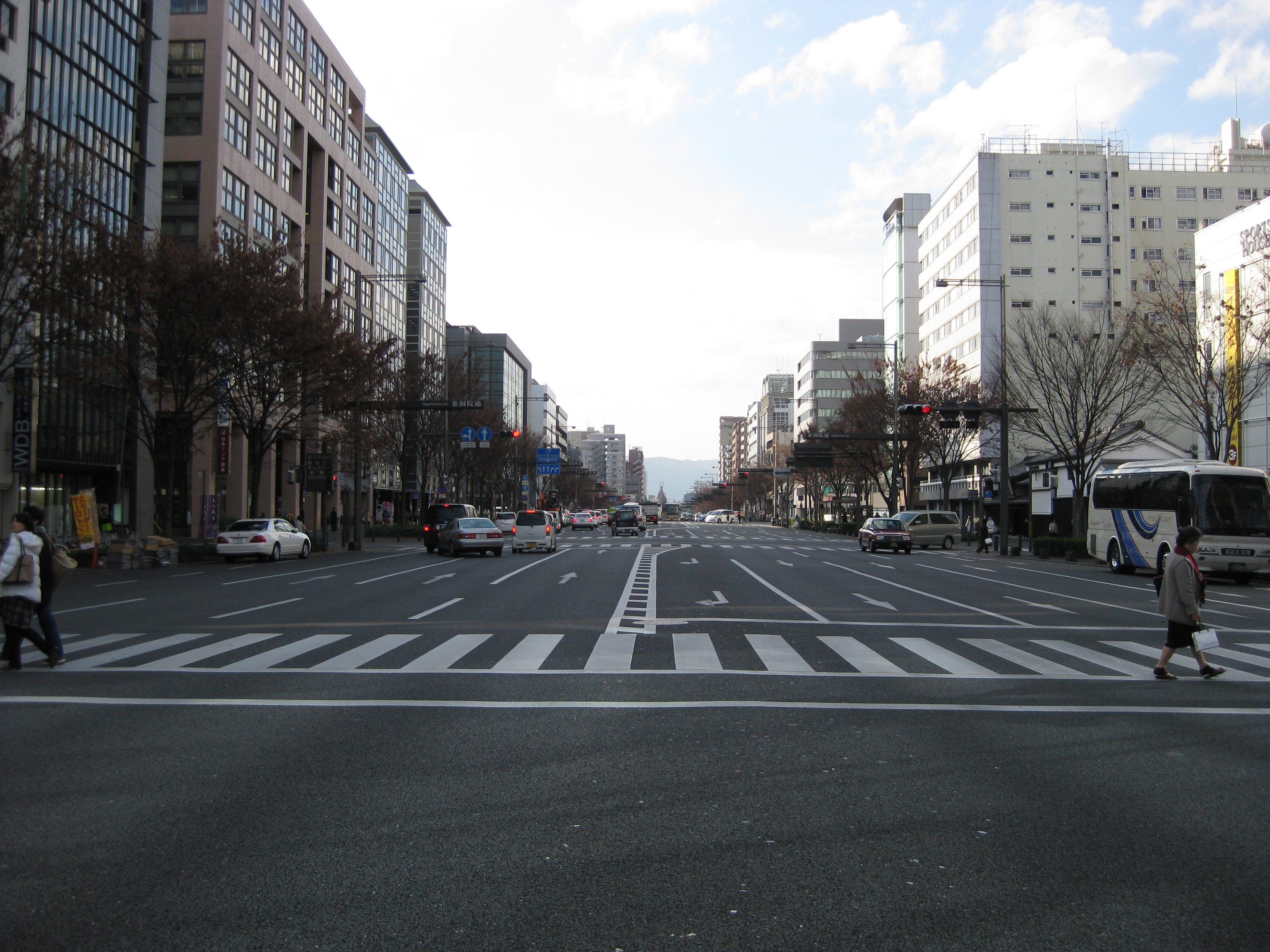
御池通。烏丸御池方面を東側から望む

御池通（おいけどおり）は、京都市の主要な東西の通りの一つ。

## 概要

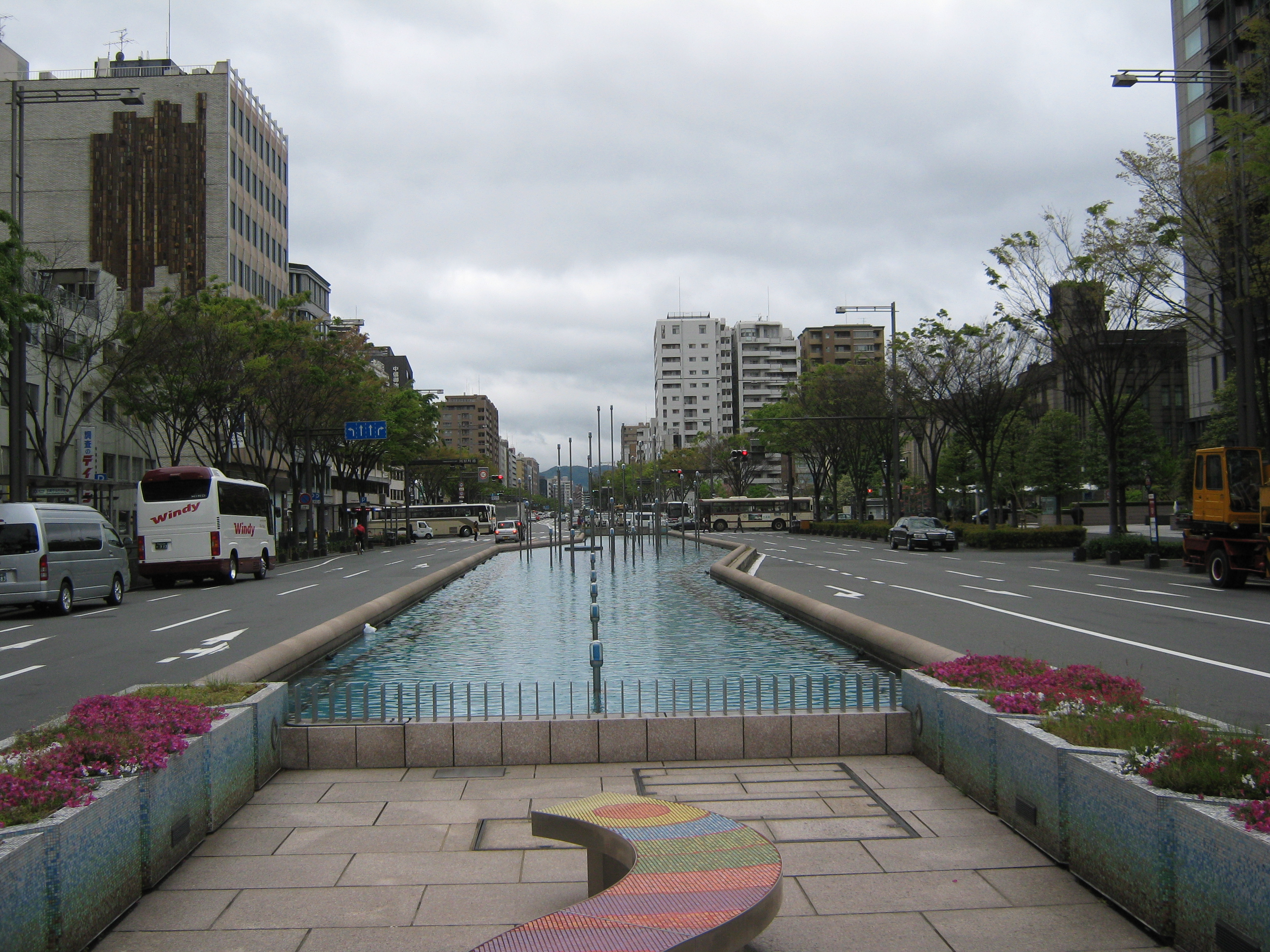
御池通　木屋町通より西を望む

京都市の中心に位置する中京区の中央部を横断し、川端通 - 堀川通間は京都市内で最も通りの幅が広く、京都市は川端通から堀川通までをシンボルロードとして整備した。地下鉄の東西線が走っている。
平安京の三条坊門小路にあたる。東は川端通から西は太秦の三条通との交差点（三条御池交差点）までであるが、途中二条駅前で行き止まりとなり、一筋北に通りがずれている。
御池通の名の成立時期は不明であるが、江戸初期には御池通と呼ばれるようになる。なお、江戸初期の京都の地図には、御池通を「小池通」と記すものがある。

### 御池通の名称の由来
御池通の名称は、この通りが神泉苑の池の傍を通ることに由来するという説が現在の通説となっているが、平凡社『京都市の地名』 (1979)では、江戸時代初期の1665年（寛文5年）発行の地誌『京雀』の「此筋室町に御池町あり、むかし鴨居殿とて御所あり、鴨の下居池の井ありける跡也とかや」と、江戸時代中期の1762年（宝暦12年）発行の『京町鑑』の「此通の号は神泉苑の前通ゆへ斯くよぶ　又此通両替町人家の裏に御池の旧跡なりとて今纔（わずか）に残り池中に社等有とぞ」と、神泉苑に結びつけない由来も掲げている。
これを踏まえ、加藤 (2016)では、御池通の名称の由来を、(1)神泉苑の池、(2)鴨居殿（鴨院）の池、(3)両替町人家の裏の御池の3説であるとし、神泉苑の池は御池と呼ばれた証拠がなく命名の動機となる事情も見当たらないことから論外であり、鴨居殿（鴨院）は今も残る「御池之町」（中京区室町通御池上る）の名称の由来となるものの廃絶から時が経過していることから、両替町通の人家の裏の御池を二条殿（のちの織田信長による二条御新造）の庭園の池と比定し、これを御池通の名称の由来としている。二条殿の庭園を御池通の由来とする説は、1915年（大正4年）発行の地誌『京都坊目誌』にも「此街烏丸に藤原良実（二条関白家の祖先）の別邸あり。（今二条殿町と云ふ）此邸内の池水を竜躍と号す。極めて清涼なり斯水三条坊門に注ぐ。之より御池と号す」と記されている。
二条殿の地は『京雀』が言う「鴨居殿」の故地の東隣にあたり、二条良基（1320～1388）の『おもひまゝの日記』には、池の中に「島々」や「五尺ばかりの滝」があったと記しており、御池通の地名起源に相応しい大規模な池があったことが分かる。滝があったことは室町時代の初期洛中洛外図屏風にも描かれている。二条殿は織田信長の「二条御新造（二条新御所）」の故地でもあり、『信長公記』天正4年4月1日の記事に信長がこの庭園を気に入り普請を始めたことが記され、近年の発掘成果では、二条御新造の龍躍池の可能性もある庭園遺構が京都労働局（両替町通御池上る）の発掘調査により検出されている。

### 川端通 - 堀川通

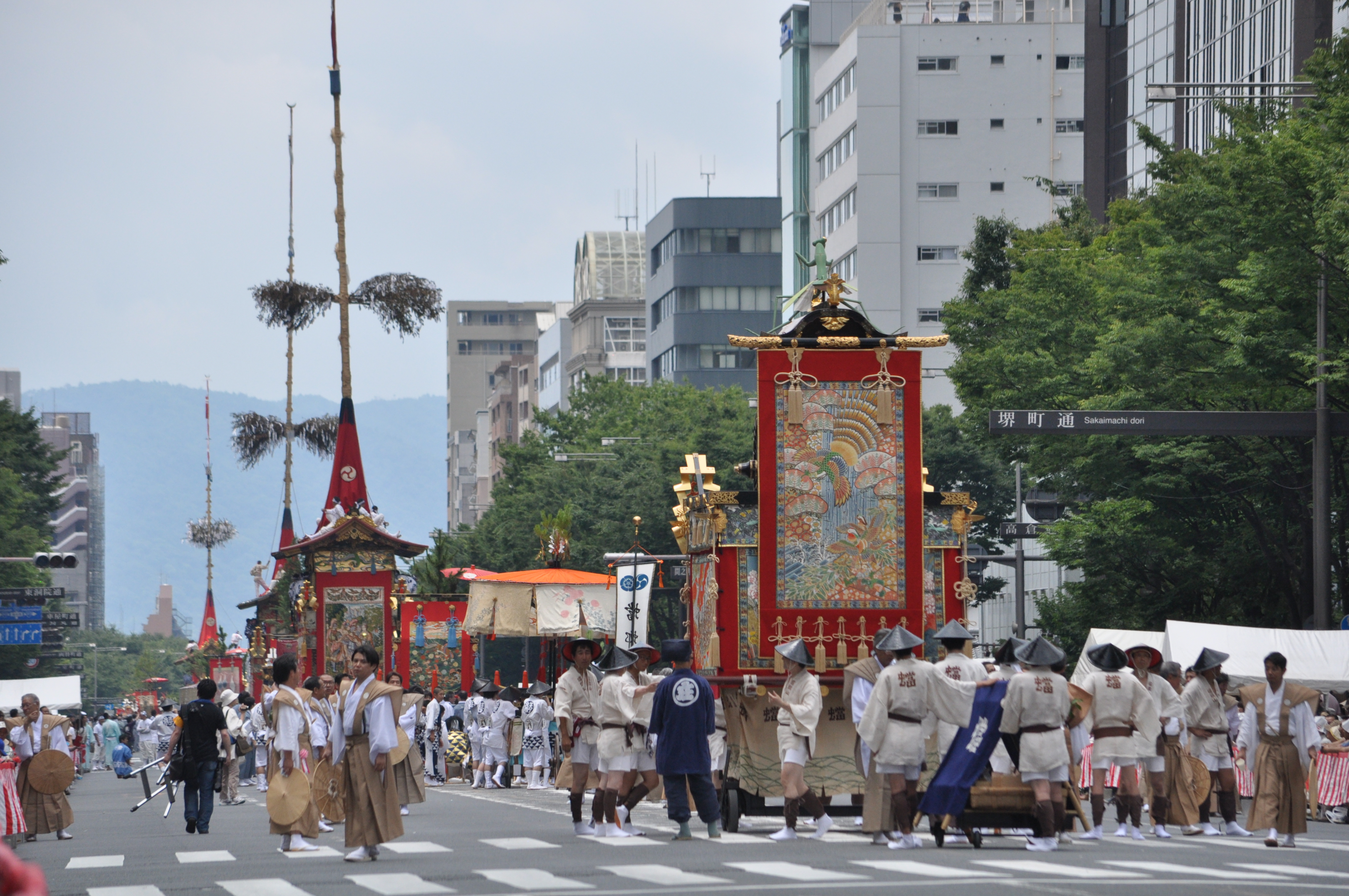
祇園祭 前祭山鉾 御池通巡行（2017年7月17日撮影）

東端の区間である川端通から堀川通の間は、第二次世界大戦時に沿道にあった家屋を防火帯として強制疎開させた跡なので、往復8車線の広い通りとなっている。以前は側道が設けられており、本線と側道の分離帯には1953年以降に植樹され大きく成長した212本のケヤキの街路樹があり優れた都市景観を形成していた。ケヤキは地下鉄東西線建設工事を控えた1990 - 1991年に撤去され、梅小路公園へ移植された。当初はすべてを御池通に戻す計画であったが、健全なケヤキのみが御池通へ戻された。一連の工事によりかつての御池通を特徴づけていたケヤキの分離帯は失われたが、歩道の車道寄りには、戻されたケヤキに加え新たにケヤキ223本が植えられた。道路照明灯、信号機、歩道、南北方向の交差道路の標柱などのデザインが統一されており、また交差道路の名の由来を表示するなど、京都のシンボルロードとして模範となる都市景観を形成している。市役所前には地下街や市営地下駐車場が整備されている。
祇園祭の山鉾巡行の経路の一部となっているほか、各種のイベントでは交通規制してパレードなども行われる。地下鉄東西線の京都市役所前 / 烏丸御池 / 二条城前の3つの駅がある。

### 堀川通 - 二条駅東口間
道幅が狭くなり2車線である。迂回路としてすぐ北側に並行する押小路通が4車線の広い通りになっており、地下鉄東西線もこの区間では北に逸れて押小路通の地下を通っている。JR二条駅前で行き止まりとなっているが一本北の交差点、千本押小路交差点の西側が再び御池通となっている。地図で見ると掛け違いになっているのが解る。
1912年（大正元年）から1919年（大正8年）にかけて、京都電気鉄道御池線が走っていた。

### 二条駅西口 - 三条通間
もとは二条駅によって東側と分断されていたが、二条駅の西側の区間については、昭和初期に都市計画決定され、一部区間においてはすでに現在の幅員で整備が行われている。
千本通と御前通の間は西行一方通行の狭い通りで軽四輪や小型の普通車しか通れなかったが、山陰本線高架化と、二条駅再開発に伴い拡幅工事が進み、駅によって分断されていた通りも東へ延びて押小路通と千本押小路交差点にて接続された。その為、千本通と七本松通の間では斜行している。2002年（平成14年）3月には七本松通から御前通の間の拡幅が完成し、千本通から天神川通までが4車線化された。
拡幅工事と並行して地下では地下鉄東西線の延伸工事が進められ、2008年（平成20年）1月16日に太秦天神川駅まで開業し、西大路通との交差地点に西大路御池駅も設置された。同時に地上部分も整備され、天神川通を越えて太秦天神川駅前ターミナル、さらに西の三条通に交差する部分までが2008年（平成20年）7月に全面開通した。三条通と御池通は旧市街地内では平行して走る東西の道路であるが、三条通が西大路通以西でやや北西に傾くため交差することとなる。御池通と三条通の交差点名は、交差点の命名に関する慣習に従い「三条御池」と名付けられた。

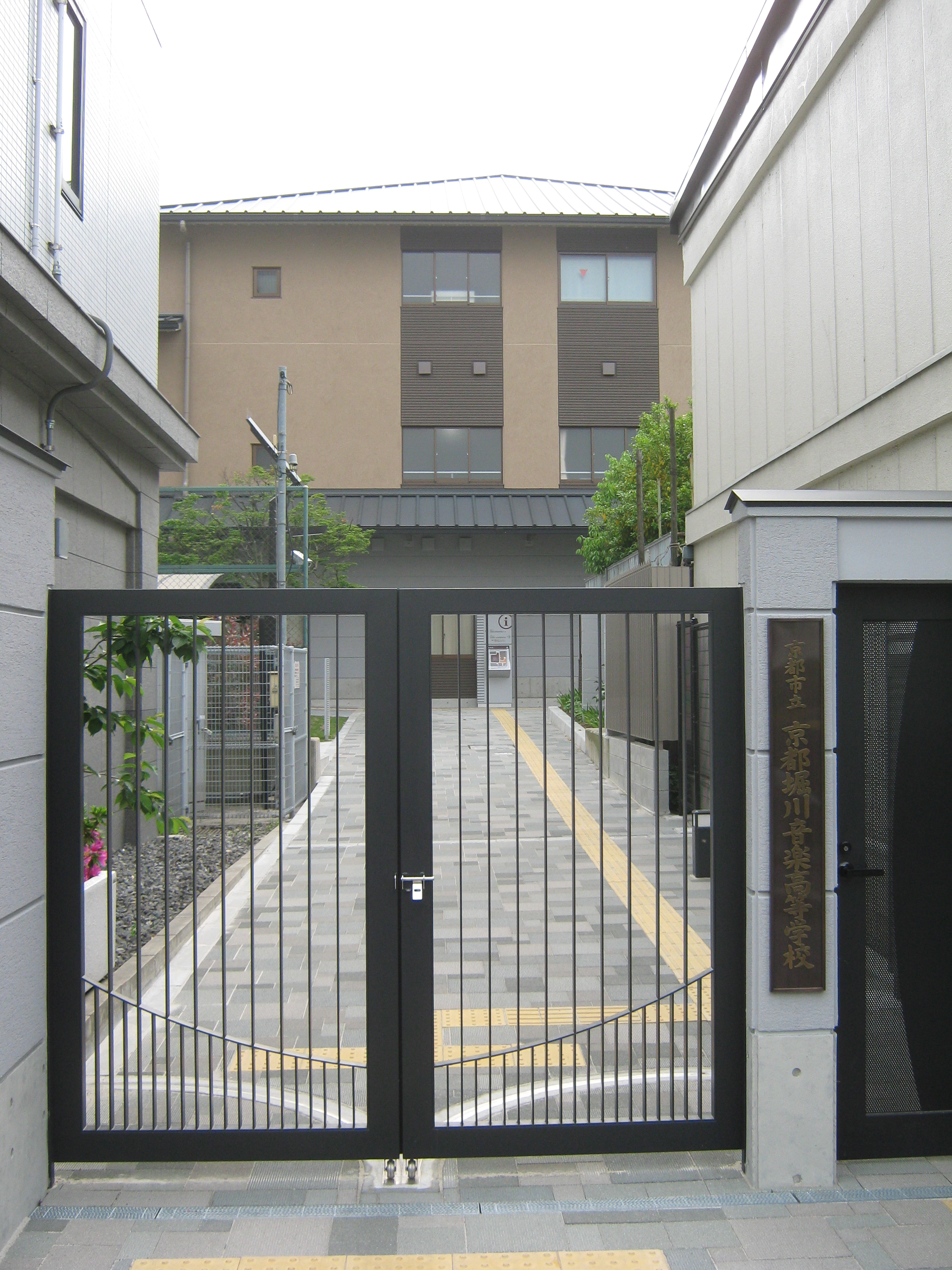
京都市立京都堀川音楽高等学校、京都市中京区

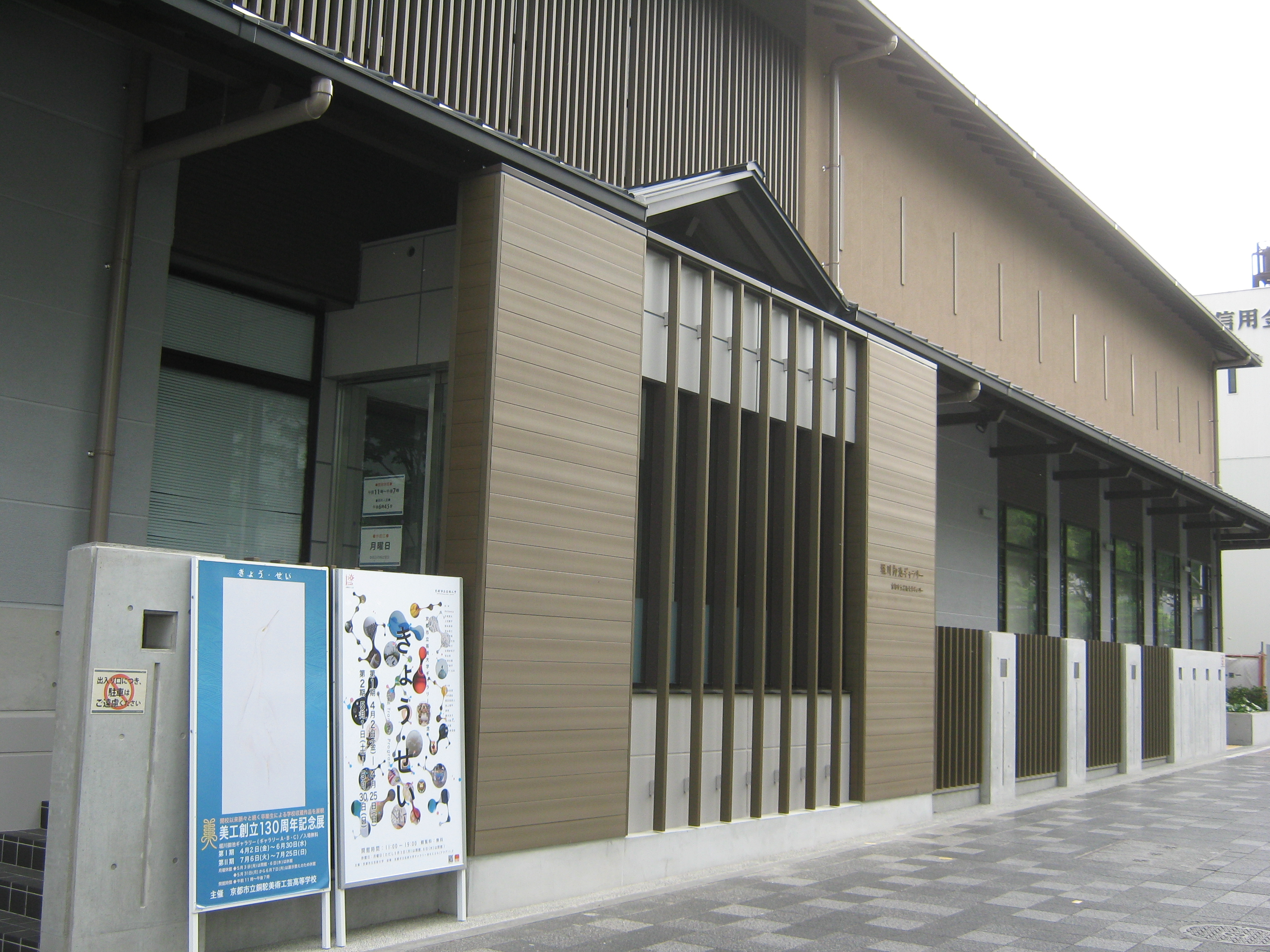
京都芸大ギャラリー＠KCUA、京都市中京区

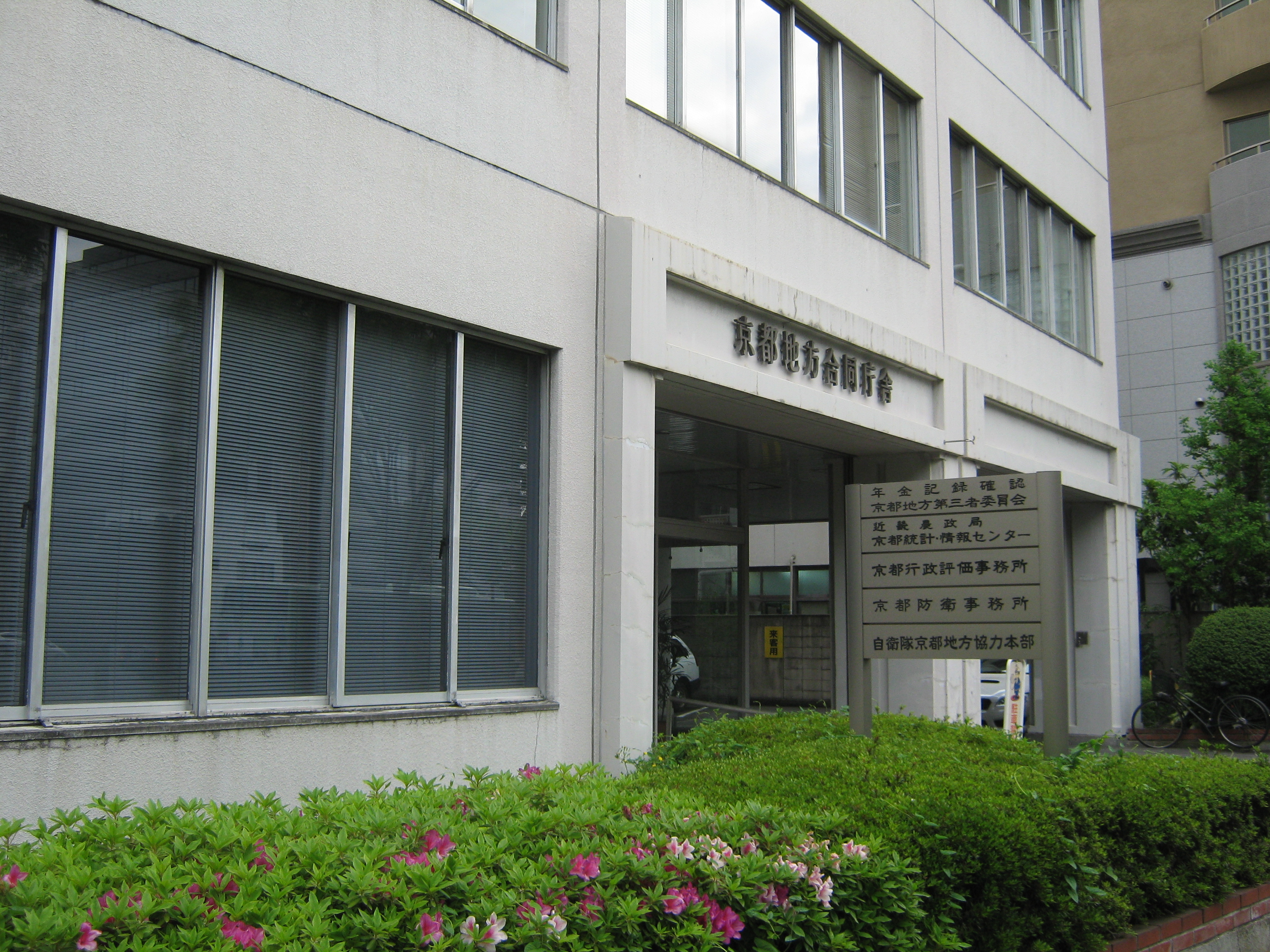
自衛隊京都地方協力本部、京都市中京区

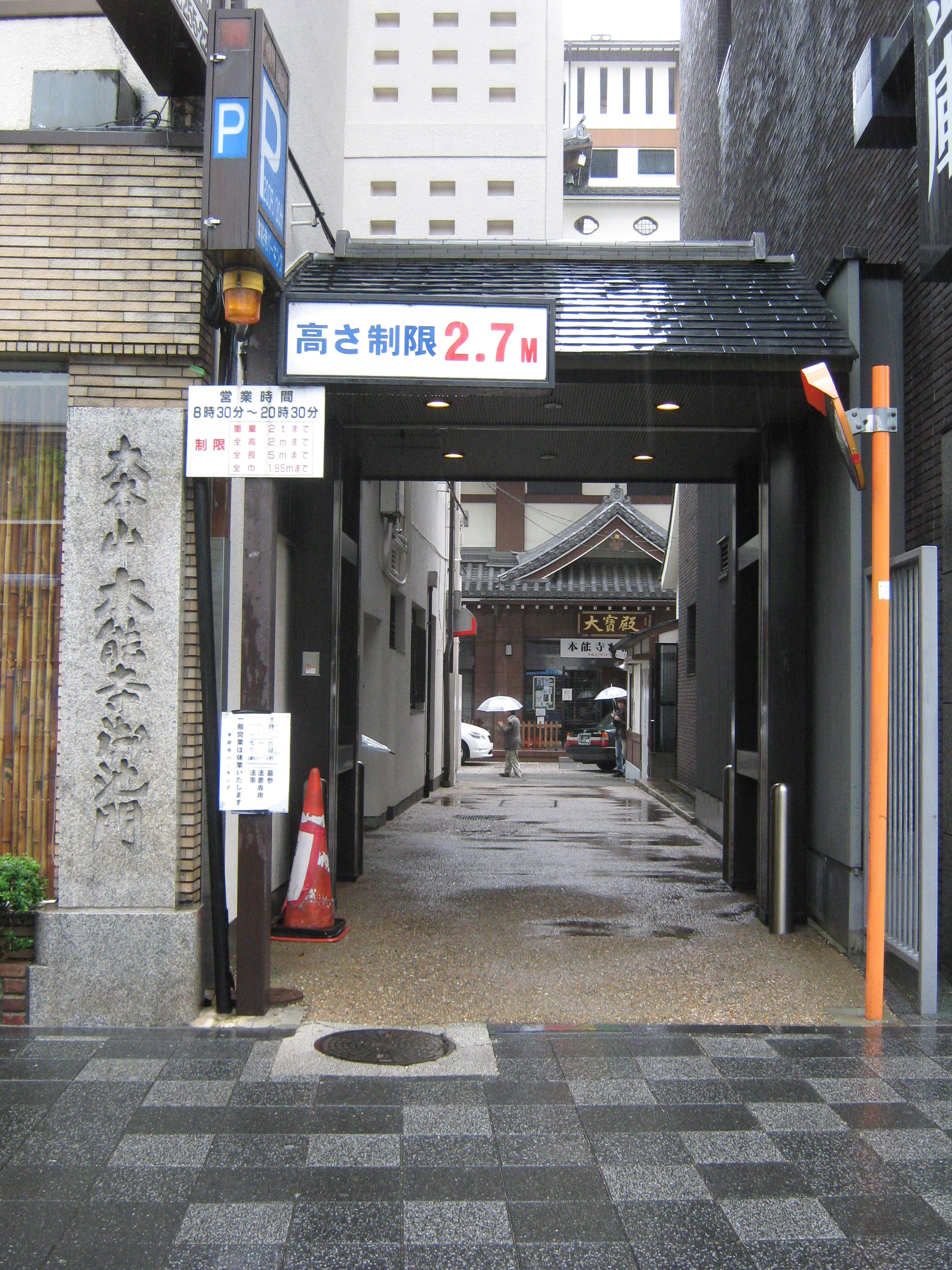
本能寺（御池門）、京都市中京区

## 沿道の主な施設
- 御池大橋
- 京都ホテルオークラ 河原町通角
- 京都市役所 河原町通角（住所は寺町通上ル）
- ゼスト御池（地下街）河原町から寺町
- 本能寺（御池門）
- 京都御池創生館（京都市立京都御池中学校）
- ハローワーク西陣烏丸御池プラザ
- 自衛隊京都地方協力本部
- 京都防衛事務所
- 京都市立芸術大学ギャラリー＠KCUA（京都芸大アクア）
- 京都市立京都堀川音楽高等学校（御池門）
- 二条城 堀川通押小路上ル。御池通には面していない。
- 神泉苑 大宮通から神泉苑通
- 島津製作所三条工場
- サンサ右京（右京区総合庁舎・京都市右京中央図書館・京都市交通局本庁舎）

### 鉄道駅
- 京都市営地下鉄
  - 東西線
    - - 京都市役所前駅 - 烏丸御池駅 - 二条城前駅 - 西大路御池駅 - 太秦天神川駅

  - 烏丸線
    - - 烏丸御池駅 -
- 西日本旅客鉄道
  - 山陰本線
    - - 二条駅 -

## 交差する道路など
- 交差する道路などの特記がないものは市道。

| 交差する道路など 北←<御池通>→南       | 交差する道路など 北←<御池通>→南       | 交差する場所 | 交差する場所 | 路線番号 |                        |
| ------------------------------------- | ------------------------------------- | ------------ | ------------ | -------- | ---------------------- |
| <川端通>                              | 府道37号二条停車場東山三条線 <川端通> | 左京区       | 川端御池     |          | 東 ↑ ∧ 御 池 通 ∨ ↓ 西 |
| <川端通>                              | 府道37号二条停車場東山三条線 <川端通> | 左京区       | 川端御池     | 府道37号 | 東 ↑ ∧ 御 池 通 ∨ ↓ 西 |
| 鴨川                                  | 鴨川                                  | 左京区       | 御池大橋     |          | 東 ↑ ∧ 御 池 通 ∨ ↓ 西 |
| 鴨川                                  | 鴨川                                  | 中京区       | 御池大橋     |          | 東 ↑ ∧ 御 池 通 ∨ ↓ 西 |
| <木屋町通>                            | <木屋町通>                            | 木屋町御池   |              |          | 東 ↑ ∧ 御 池 通 ∨ ↓ 西 |
| 府道32号下鴨京都停車場線 <河原町通>   | 府道32号下鴨京都停車場線 <河原町通>   | 河原町御池   |              |          | 東 ↑ ∧ 御 池 通 ∨ ↓ 西 |
| 国道367号 <烏丸通>                    | 国道367号 <烏丸通>                    | 烏丸御池     |              |          | 東 ↑ ∧ 御 池 通 ∨ ↓ 西 |
| 府道37号二条停車場東山三条線 <堀川通> | 府道38号京都広河原美山線 <堀川通>     | 堀川御池     |              |          | 東 ↑ ∧ 御 池 通 ∨ ↓ 西 |
| 府道37号二条停車場東山三条線 <堀川通> | 府道38号京都広河原美山線 <堀川通>     | 堀川御池     | -            |          | 東 ↑ ∧ 御 池 通 ∨ ↓ 西 |
| 府道37号二条停車場東山三条線 <千本通> | 府道112号二条停車場嵐山線 <千本通>    | 二条駅東口   |              |          | 東 ↑ ∧ 御 池 通 ∨ ↓ 西 |
| ※この間で一筋北へずれ、押小路通と接続 |                                       |              |              |          | 東 ↑ ∧ 御 池 通 ∨ ↓ 西 |
| 府道111号二条停車場円町線 <千本通>    | 府道37号二条停車場東山三条線 <千本通> | 中京区       |              | -        | 東 ↑ ∧ 御 池 通 ∨ ↓ 西 |
| 山陰本線（嵯峨野線）                  |                                       | 中京区       |              | -        | 東 ↑ ∧ 御 池 通 ∨ ↓ 西 |
| <七本松通>                            |                                       | 中京区       |              | -        | 東 ↑ ∧ 御 池 通 ∨ ↓ 西 |
| 市道181号京都環状線 <西大路通>        | 市道181号京都環状線 <西大路通>        | 中京区       | 西大路御池   | -        | 東 ↑ ∧ 御 池 通 ∨ ↓ 西 |
| <佐井通>                              |                                       | 中京区       |              | -        | 東 ↑ ∧ 御 池 通 ∨ ↓ 西 |
| <西小路通>                            | <西小路通>                            | 中京区       | 西小路御池   | -        | 東 ↑ ∧ 御 池 通 ∨ ↓ 西 |
| <葛野大路通>                          | <葛野大路通>                          | 右京区       | 葛野大路御池 | -        | 東 ↑ ∧ 御 池 通 ∨ ↓ 西 |
| 天神川                                | 天神川                                | 右京区       | 山ノ内橋     | -        | 東 ↑ ∧ 御 池 通 ∨ ↓ 西 |
| 国道162号 <天神川通>                  | 国道162号 <天神川通>                  | 右京区       | 天神川御池   | -        | 東 ↑ ∧ 御 池 通 ∨ ↓ 西 |
| 府道112号二条停車場嵐山線 <三条通>    | 府道112号二条停車場嵐山線 <三条通>    | 右京区       | 三条御池     | -        | 東 ↑ ∧ 御 池 通 ∨ ↓ 西 |

## 交通量
2005年度
平日24時間交通量（台）
- 中京区御池通高倉東入ル亀甲屋町： 40,143